# Teteven (obchtina)
Teteven (bulgare : Тетевен) est une obchtina de l'oblast de Lovetch en Bulgarie.